# La Vergne (Tennessee)
|  | Dieser Artikel wurde aufgrund von inhaltlichen Mängeln auf der Qualitätssicherungsseite des Projektes USA eingetragen. Hilf mit, die Qualität dieses Artikels auf ein akzeptables Niveau zu bringen, und beteilige dich an der Diskussion! Eine nähere Beschreibung der zu behebenden Mängel fehlt. |

La Vergne ist eine City in Rutherford County im US-Bundesstaat Tennessee. Sie liegt in der Nähe von Nashville. Das U.S. Census Bureau hat bei der Volkszählung 2020 eine Einwohnerzahl von 38.719 ermittelt. In der Stadt befindet sich der Firmensitz des Nähmaschinenherstellers Singer.